# شهرستان ردمان
ناحیهٔ ردمان (به عربی: مدیریة ردمان) یک ناحیه در یمن است که در استان بیضاء واقع شده‌است.
ناحیهٔ ردمان ۲۰٬۱۵۰ نفر جمعیت دارد.